# قلعه قوقا
قلعه قوقا مربوط به دوران‌های تاریخی پس از اسلام است و در شهرستان دلیجان، بخش مرکزی، روستای درب قوقا واقع شده و این اثر در تاریخ ۱۰ دی ۱۳۸۱ با شمارهٔ ثبت ۶۹۷۵ به‌عنوان یکی از آثار ملی ایران به ثبت رسیده است.